# Offinso North
Offinso North är ett distrikt i Ghana.   Det ligger i regionen Ashantiregionen, i den centrala delen av landet, 280 km nordväst om huvudstaden Accra.